# سيكورسكي إس-69
سيكورسكي إس-69 (بالإنجليزية: Sikorsky S-69)‏ هي مروحية اختبارية، أنتجت في الولايات المتحدة. من صناعة سيكورسكي للطائرات. كانت تستخدم بشكل أساسي من قبل ناسا. كان أول طيران لها في يوليو 26, 1973. انتهت خدمتها في 1981. صنع منها طائرتان.

## المستخدمون
- ناسا
- القوات البرية للولايات المتحدة